# Камень-Краєнський
Ка́мень-Краєнський (пол. Kamień Krajeński, нім. Kamin) — місто в північній Польщі. Належить до Семполенського повіту Куявсько-Поморського воєводства.

## Демографія
Демографічна структура станом на 31 березня 2011 року:
|          | Загалом | Допрацездатний вік | Працездатний вік | Постпрацездатний вік |
| -------- | ------- | ------------------ | ---------------- | -------------------- |
| Чоловіки | 1157    | 238                | 830              | 89                   |
| Жінки    | 1216    | 252                | 727              | 237                  |
| Разом    | 2373    | 490                | 1557             | 326                  |